# Йореелвен
Йореелвен (на шведски: Öreälven) е река в Северна Швеция (провинция Вестерботен), вливаща се в Ботническия залив на Балтийско море. Дължина 225 km, площ на водосборния басейн 3029 km².

## Географска характеристика
Река Йореелвен води началото си на 595 m н.в. от южната част на платото Норланд. По цялото се протежение тече в югоизточна посока през няколко малки проточни езера (Ертрескет и др.) и образува множество бързеи, прагове и малки водопади. Влива се в западната част на Ботническия залив на Балтийско море.
Водосборният басейн на река Йореелвен обхваща площ от 3029 km². Речната ѝ мрежа е едностранно развита с повече и по-дълги десни притоци. На североизток и югозапад водосборният басейн на Йореелвен граничи с водосборните басейни на реките Умеелвен, Льокдеелвен и други по-малки, вливащи се в Ботническия залив на Балтийско море. Основни притоци: Норен, Седербекен, Варгон (десни).
Йореелвен има предимно снежно подхранване с ясно изразено пролетно-лятно пълноводие и зимно маловодие.
На реката е изградена каскада от 3 малки ВЕЦ: Братен, Стурфорсен, Агнес с общо годишно производство на електроенергия 29,3 млн. кВтч. По течението ѝ са разположени няколко, предимно малки населени места, вай-голямо от които е град Бюрхолм.